# Dactylispa brachycera
Dactylispa brachycera es una especie de insecto coleóptero de la familia Chrysomelidae.
Fue descrita científicamente en 1914 por Gestro.